# Синдром Конна
Синдро́м Ко́нна (альдостерома, перви́чный ги́перальдостерони́зм) — собирательное понятие первичный гиперальдостеронизм объединяет ряд близких по клиническим и биохимическим признакам, но различных по патогенезу заболеваний, в основе которых — чрезмерное производство альдостерона корой надпочечников. Заболевание связано с опухолью или гиперплазией клубочковой зоны коркового вещества надпочечников. Наряду со стойким повышением артериального давления, при этом синдроме наблюдается уменьшение содержания в плазме калия (гипокалиемия), плазменной активности ренина, увеличение содержания натрия в плазме, повышение натрий-калиевого коэффициента.

## История
Синдром первичного гиперальдостеронизма описан Джеромом Конном (1955) как альдостеронпродуцирующая аденома коры надпочечников (альдостерома), удаление которой привело к полному выздоровлению пациентки.

## Этиология и патогенез
Альдостерома — альдостеронсекретирующая аденома надпочечников. Автономная гиперсекреция альдостерона — гормона клубочковой зоны надпочечников, обладающего минералокортикоидными свойствами, тогда как при вторичном гиперальдостеронизме усиление секреции альдостерона обусловлено вненадпочечниковыми факторами (повышением активности ренина плазмы крови и другими).
Варианты морфологических изменений при низкорениновом гиперальдостеронизме:
1. аденома коры надпочечников в сочетании с атрофией окружающей её коры;
2. аденома коры надпочечников в сочетании с гиперплазией элементов клубочковой и/или пучковой и сетчатой зон;
3. первичный рак коры надпочечников;
4. множественный аденоматоз коры;
5. изолированная диффузная или очаговая гиперплазия клубочковой зоны;
6. диффузно-узелковая или диффузная гиперплазия всех зон коры надпочечников.

Повышенная продукция альдостерона приводит к усилению реабсорбции натрия в канальцах почек и увеличению выделения калия и водородных ионов с мочой. Обеднение организма калием является причиной мышечной слабости, парестезий, преходящих мышечных параличей, а также почечных симптомов (полиурия, полидипсия, никтурия и других).

## Эпидемиология
Известные формы первичного гиперальдостеронизма — автономной гиперсекреции альдостерона надпочечниками:
- Альдостерома надпочечника (Синдром Конна) составляет около 60 % всех случаев первичного гиперальдостеронизма.
- Идиопатический гиперальдостеронизм, обусловленный двусторонней диффузной мелкоузелковой гиперплазией коры надпочечников составляет около 40 % случаев.
- Гиперальдостеронизм, поддающийся терапии глюкокортикоидами — редкая семейная форма заболевания, обусловленная дефектом фермента 18-гидроксилазы. Оперативное лечение не требуется — клинические симптомы исчезают на фоне терапии глюкокортикоидами.
- Альдостеронсекретирующий рак надпочечников (редко).

## Клиническая картина
Альдостеромы — небольшие опухоли (обычно размером до 1 см). В левом надпочечнике они локализуются в 2 раза чаще, чем в правом.
Отмечается повышение экскреции альдостерона и калия с мочой, полиурия с низкой относительной плотностью мочи. Положительная проба с альдактоном позволяет заподозрить наличие первичного гиперальдостеронизма. На фоне изменений электролитного обмена (гипокалиемия, гиперхлоремический алкалоз) у пациентов отмечаются нейромышечные нарушения (нарастающая мышечная слабость, миоплегия, иногда судороги, положительные симптомы Труссо и Хвостека, парестезии), развивается калиепеническая нефропатия. Отёки для данного заболевания не характе́рны.

## Диагностика
Различают:
- лабораторные тесты;
- гормональные исследования;
- функциональные пробы;
- топическая диагностика.

Распознаванию заболевания способствуют также оксисупраренография, томография, сканирование и другие диагностические методы, позволяющие определить локализацию и величину опухоли надпочечников.

## Ассоциированные нарушения
Кардиоваскулярные нарушения (кардиомиопатия, брадикардия, артериальная гипертензия и выраженная гипокалиемия) могут стать причиной гипокалиемического криза (гипокалиемического паралича сердца). Криз характеризуется резкой головной болью, тошнотой, рвотой, резкой мышечной слабостью, поверхностным дыханием, снижением или потерей зрения. В результате криза может развиться острое нарушение мозгового кровообращения, острая левожелудочковая и острая коронарная недостаточность, а в ряде случаев — вялый паралич или приступ тетании.
Ретинопатия с кровоизлияниями, дегенеративными изменениями и отёком сетчатки, отёком соска зрительного нерва может привести к полной потере зрения. Развивается при стойком значительном повышении артериального давления.

## Патогенез
Альдостерон — наиболее активный минералокортикостероидный гормон, синтезирующийся в клубочковом зоне надпочечников. Синтез и секреция альдостерона стимулируется низкой концентрацией натрия и высокой концентрация калия в плазме крови. Секрецию альдостерона также стимулирует АКТГ. Однако наиболее важную роль на секрецию альдостерона оказывает ренин-ангиотензиновая система. Функционирование ренин-ангиотензиновой системы осуществляется по механизму отрицательной обратной связи. В случае развития состояний, сопровождающихся автономной секрецией альдостерона в надпочечниках, происходит снижение активности ренина плазмы.
Альдостерон, связываясь с минералокортикоидными рецепторами эпителия почечных канальцев, приводит к индукции синтеза белков-транспортеров Na+ из просвета канальца в эпителиальную клетку почечного канальца и белков-транспортеров K+ из клеток почечного канальца в первичную мочу. Таким образом, при ПГА избыток альдостерона усиливает реабсорбцию натрия в почечных канальцах. Увеличение концентрации Na+ в плазме служит стимулом к секреции антидиуретического гормона и задержке воды почками. Одновременно с этим происходит выведение с мочой К+, Н+ и Mg2+. В итоге развиваются гипернатриемия, вызывающая гиперволемию и гипертонию, а также гипокалиемия, ведущая к мышечной слабости, и метаболический алкалоз.
Наряду с развитием неспецифических изменений органов-мишеней, характерных для любой артериальной гипертензии (АГ), избыток минералокортикоидов оказывает прямое повреждающее влияние на миокард, сосуды и почки. У больных ПГА существует высокий риск развития специфического осложнения гиперальдостеронизма — альдостерон-индуцированной гипертрофии миокарда. Устойчивая АГ обычно приводит к развитию структурных изменений в артериях. Показано, что при АГ в результате процессов ремоделирования увеличивается отношение толщины медии к диаметру просвета сосуда. Исследования, проведенные у больных ПГА показали, что ремоделирование сосудов при ПГА более выражено, чем при эссенциальной гипертензии, что обусловлено как собственно АГ, так и прямым повреждающим воздействием альдостерона.
Повреждение почек при ПГА представлены неспецифическими изменениями в виде артериолосклеростического нефросклероза, вследствие АГ. К специфическим изменениям относят «гипокалиемическую почку» — повреждение эпителия канальцев почки вследствие гипокалиемии и метаболического алкалоза, который приводит к межуточному воспалению с иммунным компонентом и склерозу интерстиция. Поражение почек при длительно существующем ПГА, приводит к развитию вторичной нефрогенной АГ, что является одной из причин сохранения АГ после удаления АПА.

## Эктопия
Эктопическая продукция альдостерона ассоциирована с клиническими синдромами, обусловленными локализацией опухолевого процесса.

## Дифференциальная диагностика
Дифференциальная диагностика альдостеромы и идиопатического первичного гиперальдостеронизма проводится для выяснения причины гиперальдостеронизма перед выбором дальнейшей лечебной тактики: основной метод лечения альдостеромы — хирургическое вмешательство. Напротив, большинству пациентов с идиопатическим первичным гиперальдостеронизмом показано медикаментозное лечение (консервативная терапия) — пациенты в этом случае плохо переносят оперативное вмешательство.
Для дифференциальной диагностики используются:
- Ортостатическая проба — клетки альдостеромы секретируют альдостерон в ответ на действие АКТГ, но не ангиотензина II. Наоборот, при двусторонней диффузной мелкоузелковой гиперплазии коры надпочечников основным регулятором секреции альдостерона является ангиотензин II.
- Определение уровня 18-гидроксикортикостерона в сыворотке крови — 18-гидроксикортикостерон является непосредственным предшественником альдостерона и тоже образуется в клубочковой зоне коры надпочечников и выбрасывается в кровоток. Секреция 18-гидроксикортикостерона значительно повышена при альдостероме.
- КТ и МРТ надпочечников — если результаты лабораторной диагностики не вызывают сомнений, то для визуализации альдостеромы используют КТ или МРТ, позволяющих установить локализацию различных опухолей, в том числе, аденом диаметром более 1 см.
- Сцинтиграфия надпочечников с 131I-холестерином в большинстве случаев помогает дифференцировать причины первичного гиперальдостеронизма. Усиленное накопление изотопа в одном надпочечнике после длительного (на протяжении 7 суток) подавления гипоталамо—гипофизарно—надпочечниковой гормональной оси дексаметазоном указывает на наличие альдостеромы. Симметричное накопление радиофармпрепарата свидетельствует о двусторонней диффузной мелкоузелковой гиперплазии коры надпочечников.
- Определение разницы концентраций альдостерона в надпочечниковых венах (флебография надпочечников). Катетеризация надпочечниковых вен — точный и сложный метод дифференциальной диагностики при первичном гиперальдостеронизме. Сравнение концентрации альдостерона в крови, оттекающей от надпочечников, позволяет установить на какой стороне локализована альдостерома.

Диагностические подходы к выявлению синдрома Конна разнообразны, среди них условно можно выделить «отборочные», позволяющие провести скрининг среди больных АГ с целью выявления лиц с синдромом гиперальдостеронизма. В качестве критериев отбора, не требующих привлечения сложных инструментальных методов, предлагают проанализировать клинические проявления заболевания, исследовать содержание калия в плазме крови, метаболические изменения по данным ЭКГ, мочевой синдром.
Стойкая гипокалиемия (содержание калия в плазме ниже 3,0 ммоль/л) при условии, что исследованию не предшествовал прием диуретиков, наблюдается у большинства больных с первичным альдостеронизмом. Вместе с тем следует учитывать, что частота выявления нормокалиемии при первичном альдостеронизме может превышать 10 %. Гипокалиемия может вызывать существенные изменения на ЭКГ: снижение сегмента ST, удлинение интервала QT, инверсия зубца T, патологический зубец U, нарушение проводимости. Однако следует помнить, что эти изменения на ЭКГ не всегда отражают истинную концентрацию калия в плазме.
Проба с верошпироном может быть использована для выявления связи электролитных нарушений с гиперальдостеронемией. Больному, соблюдающему диету, содержащую не менее 6 г. соли, назначают верошпирон по 100 мг 4 раза в сутки в течение 3 дней. Повышение уровня калия на 4-й день более, чем на 1 ммоль/л, свидетеоьствует о гиперпродукции альдостерона. Но этот тест не является патогномоничным именно для альдостеромы, он свидетельствует лишь о связи заболевания с гиперпродукцией альдостерона.
Проведение дифференциального диагноза между различными формами гиперальдостеронизма основано на тщательном исследовании функционального состояния ренин-ангиотензин-альдостероновой системы (РААС).
Однократные исследования концентрации альдостерона в плазме крови и активность ренина плазмы крови, особенно в базальных условиях — в покое, не позволят дифференцировать альдостерому: повышенная секреция альдостерона и низкая активность ренина плазмы крови характерны и для альдостеромы, и для идиопатической гиперплазии коры надпочечников.
С целью более точной диагностики проводят нагрузочные пробы, направленные на стимуляцию или супрессию РААС. Известно, что секреция альдостерона и уровень активность ренина плазмы крови меняются под влиянием ряда экзогенных воздействий, поэтому за 10-14 дней до исследования исключается медикаментозная терапия, которая может исказить интерпретацию полученных результатов. Для стимуляции низкой активность ренина плазмы крови применяют следующие тесты: часовую ходьбу, гипонатриевую диету, диуретики. Низкая, нестимулируемая активность ренина плазмы крови характерна для больных с альдостеромой и идиопатической гиперплазией коры надпочечников, тогда как у больных с вторичным альдостеронизмом она подвержена значительной стимуляции.
В качестве тестов, вызывающих супрессию повышенной секреции альдостерона, используют дезоксикортикостерона ацетат, диету с повышенным содержанием натрия, внутривенное введение изотонического раствора.
Эти тесты направлены на увеличение внеклеточного объёма жидкости и подавление активности РААС, при этом секреция альдостерона не изменяется только у больных с альдостеромой вследствие автономной секреции альдостерона опухолью, тогда как у большинства больных с гиперплазией коры надпочечников отмечается супрессия продукции альдостерона.
Широкое распространение в клинической практике имеет тест с 4-часовой ходьбой, основанный на анализе зависимости уровня альдостерона от секреции АКТГ, которая в соответствии с суточным ритмом достигает максимума рано утром, постепенно снижаясь к вечеру. Определяют концентрацию альдостерона в плазме крови в 8 ч утра в покое и после 4-часовой ходьбы в 12 ч.. При этом выявляется характерная для синдрома Конна зависимость: стимулирующее воздействие ходьбы повышает концентрацию альдостерона в плазме крови в 1,5-2 раза при всех формах гиперальдостеронизма за исключением больных с альдостеромой, у которых концентрация альдостерона в плазме крови снижается или остается неизменной в силу автономности секреции альдостерона от ренин-ангиотензиновой системы и зависимости её от АКТГ. Вместе с тем аналогичные результаты выявлены и в редких случаях односторонней гиперплазии коры надпочечника. Кроме того, в настоящее время установлено, что в некоторых случаях (в 30-40 %) даже у больных с альдостеромой концентрация альдостерона в плазме крови на фоне 4-часовой ходьбы может быть подвержена стимуляции в силу повышенной чувствительности некоторых альдостером к ангиотензину.
Таким образом, нагрузочные тесты позволяют выявить нарушение функционального состояния РААС в виде неадекватной реакции на нагрузки у больных с синдромом Конна. Вместе с тем ни один тест не является абсолютно специфичным. Только проведение нагрузочных проб в комплексе и сопоставление их с результатами других методов исследования способствуют правильной диагностике.
Для анализа структурного состояния надпочечников, стороны локализации опухоли используют различные топические методы. Наибольшее распространение получили такие методы, как рентгеновская компьютерная и магнитно-резонансная томография. Точность выявления опухолевых образований этим методом может достигать 95 %. Однако сам факт выявления образования в надпочечнике не позволяет судить о его гормональной активности, поэтому необходимо сопоставление выявленных изменений с данными гормонального обследования. Достаточно информативен метод селективной флебографии надпочечников с катетеризацией вен и определением концентрации альдостерона в крови, оттекающей от правого и левого надпочечников.

## Лечение
Лучший способ лечения — удаление поражённого надпочечника. Перед оперативным вмешательством восполняют содержание калия в организме — добавляют калий в пищу либо проводят курс лечения конкурентным блокатором рецепторов минералокортикоидов — спиронолактоном (верошпироном) в течение 2—3 недель.
В настоящее время принято считать, что хирургическое лечение показано при АПА, альдостеронпродуципующей карциноме и первичной односторонней гиперплазии надпочечников. В отношении ИГА большинство клиницистов считает оправданной консервативную терапию ИГА. Проведение хирургического лечения при ИГА можно рассматривать как исключение, в случае злокачественного течения АГ, резистентной к многокомпонентной медикаментозной терапии. Перед проведением операции у такого пациента выполняют селективный венозный забор крови с целью определения функционально доминирующего надпочечника. Удаление функционально-доминирующего надпочечника при ИГА позволяет уменьшить тяжесть АГ, а также позволяет лучше контролировать АД с помощью консервативной терапии.

### Консервативное лечение
Консервативная терапия больных с АПА осуществляется во время предоперационной подготовки. Основным препаратом для коррекции АД при ПГА является антагонист альдостерона — спиронолактон, блокирующий минералокортикоидные рецепторы клеток канальцев нефрона. Предлагаемые дозы варьируют от 50—100 мг до 400 мг в сутки. Большинство специалистов предлагает назначать диуретик Спиронолактон в дозе 150—200 мг в сутки, комбинируя его с блокаторами кальциевых каналов (Нифедипин-ретард 40-60 мг/сут) и/или с бета-адреноблокаторами (Метопролол 50-150 мг/сут). При недостаточной эффективности этих препаратов добавляют Клонидин или Доксазозин.
При АПА назначение ингибиторов АПФ и блокаторов ангиотензиновых рецепторов представляется неоправданным, так как артериальная гипертензия протекает с низкой активностью ренина плазмы, подавляющее большинство АПА не чувствительны к ангиотензину II, следовательно, ренин-ангиотензиновый механизм регуляции АД у этих больных подавлен по механизму отрицательной обратной связи.
Ключевым звеном патогенетической терапии ИГА является спиронолактон. При длительном приеме в высоких дозах (более 100 мг в сутки) спиронолактон оказывает антиандрогенный эффект, в связи с чем у мужчин может снизиться либидо и возникнуть гинекомастия, а у женщин — мастодиния и менструальные расстройства. Эти отрицательные побочные эффекты минимальны у нового блокатора альдостерона — эплеренона. Высокая стоимость эплеренона ограничивает его широкое применение.
Это обусловливает необходимость проведения комбинированной терапии, позволяющей снижать дозу спиронолактона до минимально необходимой.
Высокоэффективна комбинированная терапия, включающая относительно невысокие дозы спиронолактона (50—100 мг/сут) в комбинации с антагонистами кальция дигидропиридинового ряда (нифедипин-ретард, амлодипин, фелодипин) и β-адреноблокаторами. Дополнительно к этой терапии можно назначать ингибиторы АПФ (лизиноприл) или блокаторы ангиотензиновых рецепторов.

### Хирургическое лечение
До начала хирургического лечения необходимо проведение селективного забора крови из надпочечнмковых вен с определением градиента латерализации. Хирургическое лечение осуществляют в условиях специализированного отделения эндокринной хирургии. На выбор оперативного доступа влияют такие факторы, как размер опухоли, телосложение больного, а также опыт хирурга. При односторонней традиционной адреналэктомии используют несколько видов доступов, из которых наиболее распространены торакофренотомический и люмботомический. Из минимально инвазивных методов наибольшее значение имеет эндовидеохирургическая адреналэктомия, реже используют адреналэктомию из минидоступа и рентгенэндоваскулярную эмболизацию.

#### Анестезиологическое пособие
При оказании анестезиологического пособия преимущественно используют сбалансированную нейролептанальгезию с ингаляцией закиси азота, поскольку остальные ингаляционные анестетики увеличивают концентрацию альдостерона в крови в 2-2,5 раза. Считается нецелесообразным применение оксибутирата натрия в связи с возможностью уменьшения содержания калия во внеклеточной жидкости.

## Прогноз
При своевременной диагностике и грамотной терапии — благоприятный.